# Zoológico de Kaliningrado
El Zoológico de Kaliningrado (en ruso: Калининградский зоопарк) fue fundado en 1896 como el Königsberg Tiergarten en la entonces ciudad alemana de Königsberg, que en 1945 pasó a formar parte de Rusia y pasó a llamarse Kaliningrado. Por lo tanto, el zoológico es uno de los más antiguos parques zoológicos en Rusia, y uno de los más grandes. Su colección, que se extiende sobre 16,5 hectáreas, abarca un total de 315 especies, con un total de 2264 animales individuales (datos de 2005).
El zoológico de Kaliningrado es también un arboreto. Las vistas incluyen no sólo los animales, sino también las plantas raras como un árbol ginkgo una reliquia que fue coetánea de los dinosaurios.
El zoológico también cuenta con esculturas de animales, incluyendo una estatua de bronce de un alce y una estatua de piedra de un orangután. La entrada está decorada por una escultura de muchos animales. Los motivos incluyen edificios de antes de la guerra y una fuente. 